# Faget
»Faget« je 6. pesem z albuma Korn, prvega albuma skupine Korn. Slengovski izraz faget se v angleščini pravilno piše faggot in pomeni peder. Izraz je vulgaren in se v slengu uporablja kot žaljivka.
V nasprotju s prvim vtisom, pesem ne govori o spolni usmerjenosti pevca skupine Jonathana Davisa, ki je heteroseksualen, ampak o tem, kako so z njim ravnali sovrstniki v srednji šoli. Takrat je bil izobčen iz družbe, ker se je oblačil drugače in nosil ličila po vzoru skupine Duran Duran. Takrat naj bi nosil tudi kilt, zaradi svojega škotskega porekla. Med ustrahovalci naj bi bil, ironično, tudi basist skupine »Fieldy«.
Skozi pesem je Davis prelil vso svojo jezo in zafrustriranost, ki se je v tem času nabrala v njem. S pesmijo poziva poslušalce naj jih ne bo strah biti individualen. Ta tematika se pojavlja tudi v drugih pesmih na albumu.